# Franz Beyer
Franz Beyer (ur. 27 maja 1892 w Budziszynie, zm. 15 października 1968 w Bad Wiessee) – niemiecki wojskowy (General der Infanterie), doktor nauk prawnych i policjant.

## Odznaczenia
- Krzyż Rycerski Krzyża Żelaznego (1941)
- Krzyż Żelazny I klasy (1918)
- Krzyż Żelazny II klasy (1915)
- Okucie do Krzyża Żelaznego I i II klasy (1939)
- Order Zasługi Wojskowej IV klasy z mieczami (1916)
- Order Alberta II klasy z mieczami (1917)
- Krzyż za Wojnę Światową 1914-1918 (1934)
- Krzyż Fryderyka Augusta II klasy z mieczami (1916)